# وركلانة
الوركلانة (الاسم العلمي:†Warkalania) هي جنس من السلاحف المنقرضة يتبع فصيلة الميولانات من قريبات السلاحف. وهي سلحفاة أسترالية من العصر الأوليغوسيني أو من أوائل العصر الميوسيني اكتشفت في مواقع متحجرات ثدييات في ريفرسلاي في كوينزلاند. إنها فريدة من نوعها بين هذه المجموعة في وجود نتوءات صغيرة منخفضة بدلاً من القرون الطويلة.